# Doddanusia viridiflava
Doddanusia viridiflava är en stekelart som först beskrevs av Alan Parkhurst Dodd 1924.  Doddanusia viridiflava ingår i släktet Doddanusia och familjen sköldlussteklar. Inga underarter finns listade i Catalogue of Life.